# 來宮神社
35°06′02″N 139°04′04″E / 35.1005°N 139.067806°E
來宮神社（日语：／ Kinomiya-jinja */?）是日本靜岡縣熱海市西山町的神社，社格是村社和別表神社，祭神是日本武尊、五十猛命和大己貴命。氏子方面，《神社名鑑》和《全國神社名鑒》均記載為4000戶，崇敬者達20000人。文化財方面，阿豆佐和氣神社的大楠是日本國指定天然紀念物，鹿島踊則是靜岡縣指定文化財。

## 位置與名稱
神社位於來宮站附近，北面是熱海市立第一小學校。行政區劃方面，神社原屬伊豆國賀茂郡，原本大字是熱海，1969年改為西山町，字是來宮，番地原為570。名稱方面，神社以前稱為來宮大明神，來宮是指基於對神樹的崇拜而來的神社，大多分佈於神奈川縣西部以至伊豆半島一帶，神社官方稱由於坂上田村麻呂在神社祈求獲勝，並且將神社分靈自各地，因此神社也是日本全國44座來宮神社的總社。此外，神社在明治維新後曾經以式內小社阿豆佐和氣神社作為名稱，後來才改稱來宮神社。

## 歷史
和銅3年6月15日（710年7月15日），在熱海灣捕魚的漁夫在收網時撈到一尊木像，正當覺得奇怪時，童子突然現身，並且自稱五十猛命，稱村內有七棵聽不到海浪聲的大楠，讓他們把自己供奉於樹洞裡。如果他們照做的話，不但保護村民，也保護來訪此地之人，說完後便側倒臥在地上。村民隨即去找，也就是後來的神社現址，阿豆佐和氣神社的大楠也就是神社的神木，神明便曾經被供奉於此。
根據神社說法，神社在江戶時代獲德川家康以至大名和町人等為了接受湯治而到訪熱海時，也會前來神社參拜，也獲奉納了不少石碑。其中，根據享保19年（1734年）的《例大祭江戶信徒一同的御寄進目錄》記載，神社獲大名和町人等寄進。安政6年（1859年），鮪網事件爆發，神社的七棵御神木中有五棵作為訟費以及救濟貧困的村民而被採伐。1911年1月1日，替神社境內忠魂碑揮毫的乃木希典前來參拜。1913年1月13日，神社獲皇太子殿下賞賜幣帛，也獲各宮家前來參拜，並且獻上玉串料。神社也曾經獲神宮祭主北白川房子以及東鄉平八郎替神社名稱揮毫。1981年7月1日，神社獲列為別表神社。

## 境內
- 本殿

根據《靜岡縣神社誌》記載，神社境內面積達1519坪（約5021.49平方），《神社名鑑》和《全國神社名鑒》記載，神社境內面積達2500坪（約8264.46平方）。原本正面寬1間1尺（約2.12），長2間（約3.64）的本殿在1932年和1939年先後毀於火災，後來於1958年重建，佔地5坪（約16.53平方），為權現造建築。幣殿正面寬2.5間（約4.55），長3.5間（約6.36）。拜殿正面寬6間2尺（約11.52），長4間（約7.27）。
- 神札和御守授與所
- 參集殿
- 齋館
- 御神水

社務所在1932和1939年時毀於火災，在1958年重建，後來在在2014年1月再新建為參集殿，設有面積達70疊（約113.4平方）的神札和御守授與所、50疊（約81平方）的祈禱等候室、能夠容納150人的大廣間、位於屋頂長達50米的大楠參道、茶寮「報鼓」和「廚・楠の香」。境內尚有同樣建於1958年的齋館、佔地約200坪（約661.16平方）的茶庭「式彩」、多用途場地「大楠五色之杜」及其一旁的茶寮「五色之杜」、位於鳥居附近的茶寮「鳥居之結葉」、御神水、大楠和第二大楠。此外，作為大楠的參道尚建有「楠小路」，由矽藻土製成，兩旁種有剛竹、孟宗竹、青木、八角金盤、倭竹、大吳風草、吉祥草、闊葉山麥冬和紫金牛等6000種代表祝賀或消災解難的日本古典植物。
- 來宮稻荷神社
- 來宮辯才天
- 末社七社（右至左是小童社、秋葉社、神武天皇社、八坂神社、雷電社、床浦社和柿本社）

攝末社有勸請自伏見稻荷大社的來宮稻荷神社（祭神是宇迦之御魂神）、在文政7年9月從秩父神社轉移至此的來宮辯才天（祭神是辯才天，神像由高村光雲製成）和在大正時勸請自埼玉縣三峯神社的三峯神社。此外，神社的七座末社在1932年毀於火災，2022年2月1日開始重建，同年8月1日完工，分別是小童社（祭神是大綿津見神、上津綿津見神、中津綿津見神、底津綿津見神以及天滿宮菅原道真）、秋葉社（祭神是火之迦具土大神）、神武天皇社（祭神是神日本磐余彥尊）、八坂神社（祭神是素戔嗚命、櫛稻田姬命、八島篠見神、五十猛神、大屋比賣神、抓津比賣神、大年神、宇迦之御魂神、大屋毘古神和須勢理毘賣命）、雷電社（祭神是火雷大神、大雷大神和別雷大神）、床浦社（祭神是住江三神）和柿本社（祭神是柿本人麻呂）。

## 祭事
| 1月 | 初詣（元旦） 成人式（成人之日） 歲德燒鎮火祭 | 5月 | 大楠祭（5月5日）        | 9月  | 仲秋之管弦祭和觀月祭（9月下旬至10月上旬） |
| 2月 | 節分祭（2月3日）                             | 6月 | —                       | 10月 | 七五三詣（10月至11月）                    |
| 3月 | —                                            | 7月 | 例大祭（7月14日至16日） | 11月 | 新穀感謝祭和新嘗祭（11月23日）            |
| 4月 | —                                            | 8月 | —                       | 12月 | 大祓和古神札燒納祭（12月31日）            |

- 宮神輿
- 御鳳輦

例大祭首天舉行宵宮祭，以祈求例大祭的神事能夠順利舉行。翌日，舉行例大祭，獻上炒麵粉、百合根、橙和野老等神饌，也會舉行宮神輿渡御。15日和16日均會舉行的有山車會演、鹿島踊、神女神樂和浦安之舞。最後一天則有以御鳳輦舉行的神幸祭、舞獅和還幸祭。

## 外部連結
- . 來宮神社.   [2023-07-04]. （原始内容存档于2023-07-15） （日语）.
- 的Instagram帳戶
- . 靜岡縣神社廳（日语：神社庁）.   [2023-07-04]. （原始内容存档于2023-07-08） （日语）.
- . 靜岡縣觀光協會.   [2023-07-04]. （原始内容存档于2023-07-08） （日语）.
- . 熱海市觀光協會.   [2023-07-04]. （原始内容存档于2023-07-08） （日语）.